# Tchokhataouri
Tchokhataouri (en géorgien : ჩოხატაური) est une ville de Géorgie, d'un peu plus de 1 815 habitants, dans la région (mkhare) de Gourie. C'est aussi le centre administratif du district de Tchokhataouri.

## Géographie
À 210 km à vol d'oiseau à l'ouest de Tbilissi et à 20 km au nord est de la capitale régionale Ozourguéti, elle se situe dans la partie supérieure orientale d'une large vallée traversée par la rivière Soupsa qui se jette quarante kilomètres plus à l'ouest dans la Mer Noire. Au sud de la vallée la cordillère de Meskhétie et de l'Adjarie-Iméréthie s'élève progressivement jusqu'à presque 2 800 m, tandis qu'elle se sépare de la Colchide au nord par une crête de 700 m.
Près de la ville se trouve un lieu de cure qui exploite les eaux minérales Nabeglavi (en), semblables chimiquement à celles de Bordjomi.